# O Livro de Mirdad
O Livro de Mirdad é a mais conhecida obra do autor libanês Mikhail Naimy — um dos dirigentes da The Pen League, associação literária árabe-americana formada por escritores e poetas árabes, entre eles, Khalil Gibran, grande amigo de Naimy. 
O livro foi publicado pela primeira vez no Líbano, em 1948.
No Brasil, a obra é publicada pela Pentagrama Publicações — editora ligada ao Lectorium Rosicrucianum.

## Esboço
A história se passa nas ruínas de um antigo mosteiro — outrora muito famoso — no pico de uma montanha. Seguindo a tradição, nele habitam nove monges. Certo dia, após o falecimento de um dos nove, chega ao mosteiro um estranho, que solicita acolhimento. Trata-se de Mirdad, a quem o ingresso como monge é negado, mas que foi admitido como servo.  Por sete anos, ele trabalha em total silêncio. Até que, no oitavo, começa a falar.
A trama do livro desenrola-se, então, em uma série de diálogos entre Mirdad, o prepotente monge superior do mosteiro e seus discípulos. A personagem narra diversas alegorias com referência a diversos temas como sofrimento humano, amor, fé, silêncio, entre outros.  
Por meio das alegorias expressas no livro, Naimy apela à união de diferentes grupos de pessoas em amor universal, assim como critica o materialismo e os rituais religiosos vazios. 
Os diálogos de Mirdad encerram ensinamentos que parecem querer mostrar como é possível transformar a consciência humana e dissolver a dualidade como entendimento e percepção do mundo e da vida para, assim, encontrar a Deus não nas coisas exteriores, mas no interior de cada ser. 
Diz-se[carece de fontes?] que O Livro de Mirdad baseia-se em uma variedade de filosofias, incluindo a de Leon Tolstói e do Islã Sufi.

## Edições e recepção
O livro foi publicado pela primeira vez no Líbano, em 1948. Inicialmente foi escrito em inglês, já que Naimy pretendia publicá-lo em Londres, onde foi rejeitado por aparentar ser uma “religião com um novo dogma”. O próprio autor tratou de traduzir a obra para o árabe tempos depois.
O místico indiano Osho menciona O Livro de Mirdad em sua obra A Song Without Words, em que menciona: “Eu não apenas gostei [do livro] — eu li milhares de livros e nenhum é comparável a este”. Mikhail Naimy também recebeu boas críticas da Philosophy East and West, revista acadêmica norte-americana fundada em 1952, por seu “poder de persuasão e entusiasmo”.
Por muitos, O Livro de Mirdad é considerado uma obra-prima de sabedoria espiritual, figurando no mesmo patamar de O Profeta, de Khalil Gibran. Pelo caráter alegórico do enredo, a obra foi comparada a O Peregrino, de John Bunyan. Também há comparações com O Livro de Khalid, obra de Ameen Rihani`s, a qual, acredita-se, influenciou o trabalho de Naimy.
Para Mikhail Naimy, O Livro de Mirdad é o “pináculo de seu pensamento e a essência de sua visão da vida”. 